# 大辛庄镇 (定州市)
大辛庄镇，是中华人民共和国河北省保定市定州市下辖的一个乡镇级行政单位。

## 行政区划
大辛庄镇下辖以下地区：
大辛庄村、小寨屯社区村、中古屯村、土良村、北旺村、东四旺村、西四旺村、齐堡社区村、东王习村、西王习村、王习营村、泉邱一村、泉邱二村、泉邱三村和中古村。